# Aureobasidium pullulans
Aureobasidium pullulans är en svampart som först beskrevs av de Bary, och fick sitt nu gällande namn av G. Arnaud 1918. Aureobasidium pullulans ingår i släktet Aureobasidium och familjen Dothioraceae.   Inga underarter finns listade i Catalogue of Life.

## Källor

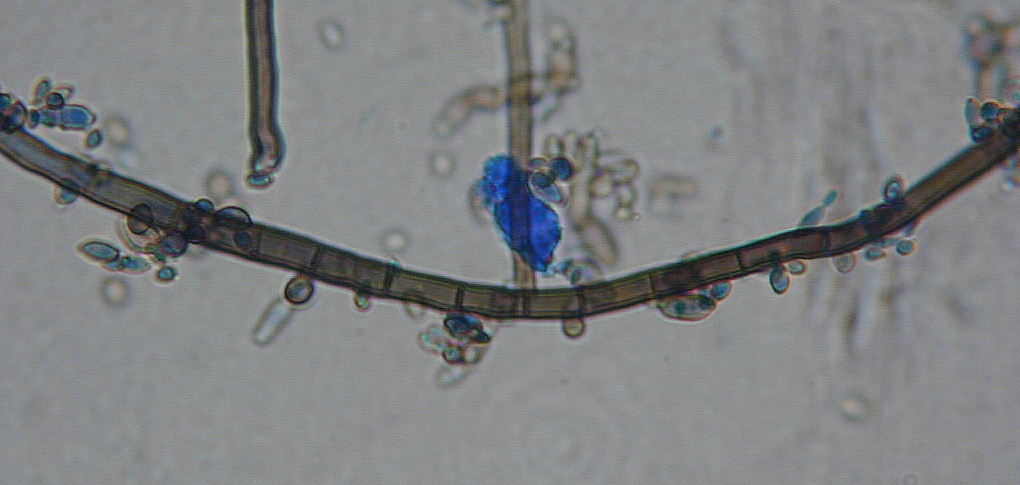